# Stereophyllum cultelliforme
Stereophyllum cultelliforme là một loài rêu trong họ Stereophyllaceae. Loài này được (Sull.) Mitt. mô tả khoa học đầu tiên năm 1869.